# Kendodimande, Bangarapet
Kendodimande là một làng thuộc tehsil Bangarapet, huyện Kolar, bang Karnataka, Ấn Độ.